# Campionat del món de ciclisme en pista de 1927
El Campionat Mundial de Ciclisme en Pista de 1927 es va celebrar a Colònia (Alemanya) del 17 al 20 de juliol de 1927; i a Elberfeld (Alemanya) del 22 al 24 de juliol de 1927.
Les competicions de velocitat es van realitzar al Müngersdorfer Stadion de Colònia i la de Mig fons darrere moto al Stadion am Zoo de Elberfeld. En total es va competir en 3 disciplines, 2 de professionals i 1 d'amateurs.

## Resultats

### Professional
| Prova                | Or                      | Argent                    | Bronze                   |
| Velocitat individual | Lucien Michard · França | Ernest Kauffmann · Suïssa | Lucien Faucheux · França |
| Darrere moto         | Victor Linart · Bèlgica | Paul Krewer · Alemanya    | Walter Sawall · Alemanya |

#### Amateur
| Prova                | Or                       | Argent                         | Bronze                   |
| Velocitat individual | Mathias Engel · Alemanya | Willy Falck Hansen · Dinamarca | Peter Steffes · Alemanya |

## Medaller
| Pos. | País      | Or | Plata | Bronze | Total |
| 1    | Alemanya  | 1  | 1     | 2      | 4     |
| 2    | França    | 1  | 0     | 1      | 2     |
| 3    | Bèlgica   | 1  | 0     | 0      | 1     |
| 4    | Dinamarca | 0  | 1     | 0      | 1     |
| -    | Suïssa    | 0  | 1     | 0      | 1     |